# Unión Militar Republicana Antifascista
La Unión Militar Republicana Antifascista (UMRA) fue una asociación española clandestina militar de tendencia izquierdista surgida hacia 1934 en la época de la II República Española. Surgió en respuesta a la actividad de su antagónica Unión Militar Española (UME), de signo reaccionario y conservador y creada en diciembre de 1933. Muchos militares que luego se mantuvieron fieles a la República durante la guerra civil española habían pertenecido o participado en la UMRA antes de la contienda. Entre los fundadores de la UMRA destacó inicialmente el teniente coronel Ernesto Carratalá.

## Historia

### El preludio al Golpe de Estado
Los antecedentes de la Unión Militar Republicana Antifascista (UMRA) hay que buscarlos en la Unión Militar Antifascista (UMA), que nació con los siguientes fines: contrarrestar la actividad de la UME; prestar ayuda de todo género a los compañeros presos; unir a los militares republicanos para que los gobernantes tuvieran un instrumento contra la reacción.[cita requerida]
Además, acordaron publicar un manifiesto, que allí mismo redactó el teniente coronel Ernesto Carratalá, dirigido "a todos los compañeros antifascistas, sin distinción de ideas políticas", basándose en que "cada militar, cualquiera que sea el partido al que pertenezca, debe trabajar en el seno de una organización militar, como defensor de la República en peligro, contra el fascismo amenazante".
Así, se acabarían fusionando la Unión Militar Antifascista, de iniciativa comunista, y la Unión Militar Republicana, de iniciativa socialista, respondiendo al impulso unitario que se desarrollaba en todo el país, lo que dio origen a la Unión Militar Republicana Antifascista (UMRA).[cita requerida]
La UMRA fue creada durante el año 1934 y rápidamente tuvo una gran adhesión por parte de algunos sectores militares republicanos, en especial de los Tenientes Urbano Orad de la Torre o Vicente Guarner Vivancos, los cuales se iban a convertir en sus principales ayudantes. Nace con unos objetivos claros, entre los cuales figuraban contrarrestar en el seno del ejército la influencia de la derecha más reaccionaria y conservadora que representaba la Unión Militar Española. El oficial Eleuterio Díaz-Tendero Merchán tendrá una gran actividad en la organización desde los mismos comienzos y se encargará muy especialmente de confeccionar un fichero con datos personales y cualidades castrenses no solo de los militares miembros de la UMRA sino también de un gran número de militares sospechosos o significados derechistas. Antonio Cordón, otro de los militares que se afilió en esta época, confiesa en sus memorias que la base de este enorme fichero lo constituyeron otro archivo de ficheros personales confeccionados por la UME para el caso de una sublevación militar, aunque reconoce que ignora cómo cayeron en manos de Díaz-Tendero estos ficheros.
Después de la victoria del Frente Popular en las Elecciones de febrero de 1936 crecieron las conspiraciones de los sectores más conservadores del Ejército, que buscaban derribar definitivamente a la República. La actividad de sectores de la extrema-derecha contra significados militares republicanos, como el capitán Carlos Faraudo (ya afiliado la UMRA) se puso de manifiesto al ser este asesinado el 9 de mayo. Su muerte provocó que entre los miembros de la UMRA se organizaran escoltas para los integrantes más significativos y sus cuadros de mando, pero ello no pudo evitar que dos meses después fuera asesinado otro de sus miembros, el Teniente Castillo. Para esas fechas, a los dirigentes de la UMRA no paraban ya de llegarles informes y avisos sobre la conspiración que urdían numerosos miembros del Ejército, muchos conocidos por su conservadurismo o que habían participado en la Sanjurjada de 1932.

### Guerra civil española
El 16 de julio una comisión de militares encabezada por Díaz-Tendero visitó al Presidente del Consejo de ministros, Casares Quiroga, para informarle de las conspiraciones que había en curso hasta la fecha. Que fueran a verle ese día no era casual, ya que avisaban de que en los días próximos (y muy posiblemente dos días después, el 18 de julio) se produjera una sublevación militar. Entregaron al presidente una lista donde recomendaban el pase a disponible forzoso (lo que equivalía a tenerlos sujetos a una autoridad) o destituyera a los generales Goded, Franco, Fanjul, Mola, Varela o Aranda, así como otros muchos militares (especialmente, africanistas como Yagüe). Proponían otra serie de medidas, siendo la más importante la propuesta de disolución del Ejército como medida extrema para controlar un posible golpe de Estado en caso de que la situación se le fuera de las manos al gobierno. El resultado de la entrevista fue en vano, ya que Casares Quiroga no hizo absolutamente nada y cuando se produjo la sublevación militar fue incapaz de reaccionar, lo que en parte daría lugar a la guerra civil española. La única medida que si se aplicó plenamente —la disolución del Ejército— se hizo tarde y mal, y de hecho fue más perjudicial que beneficiosa para la República.
Una vez iniciada la contienda, los militares miembros de la UMRA, en su totalidad, se mantuvieron fieles a la Segunda República Española y se incorporaron posteriormente al nuevo Ejército Popular, en el que ocuparían importantes puestos y mandos. El siempre completo y exhaustivo archivo de la UMRA fue muy utilizado durante las primeras semanas de la guerra para depurar militares republicanos sobre la base de las informaciones que se tenían de ello durante la preguerra.
A principios de 1939, con la derrota militar de la Segunda República Española, Díaz-Tendero pasó a Francia junto a una parte significativa de los miembros de la asociación y también con el controvertido archivo de la UMRA. Los ficheros de personal militar, no obstante, fueron destruidos por Díaz-Tendero en Toulouse. Después de la guerra la UMRA no volvió a tener actividad alguna, teniendo en cuenta que parte de sus miembros habían muerto en la guerra, y otros se encontraban prisioneros en la España franquista o, en el mejor de los casos, habían logrado pasar al exilio.

## Organización
Su fundador fue el capitán Eleuterio Díaz-Tendero, destacado militar republicano de izquierdas que moriría en 1945 en el campo de concentración nazi de Dachau. Entre sus miembros fundadores (y también algunos de los integrantes más activos y destacados) se encontraban los oficiales Luis Barceló Jover, Antonio Cordón García, Urbano Orad de la Torre o Ricardo Burillo Stholle. Para 1935 la organización había aumentado su tamaño considerablemente y otro destacado miembro, Vicente Guarner Vivancos, fue enviado a Barcelona para encargarse de la ramificación de la UMRA en Cataluña, siendo el responsable de la organización en territorio catalán y convirtiéndose a la vez en uno de los principales miembros de la UMRA.
Además de los ficheros de personal, se sirvieron de las informaciones ofrecidas por los miembros de la UMRA, en especial la enviada por cabos y soldados que lograban infiltrarse en la UME y transmitir informes sobre conspiraciones entre ciertos sectores del Ejércitos.

### Principales miembros
A ella pertenecieron también los generales Miguel Núñez de Prado y Juan Hernández Saravia, y otros como el coronel José Asensio Torrado más como simpatizantes que como verdaderos miembros activos. También hubo otros destacados miembros como el teniente coronel Ernesto Carratalá, los capitanes Carlos Faraudo (asesinado en mayo de 1936 por elementos de la Extrema derecha), y Fernando Condés, o el Teniente de la Guardia de Asalto José del Castillo, oficial que fue asesinado el 12 de julio de 1936 y cuyo asesinato motivará el posterior asesinato del líder derechista José Calvo Sotelo.

### Pie de página
1. ↑  Thomas, 1976, p. 189n.
2. ↑  Thomas, 1976, p. 189.
3. 1 2 3  Suero Roca, 1981, p. 147.
4. 1 2  Cordón, 1971, p. 245.
5. ↑  Cordón, 1971, p. 235.
6. ↑  Thomas, 1976, p. 231.
7. ↑  Thomas, 1976, pp. 233-285.
8. 1 2 3 4  Suero Roca, 1981, p. 149.
9. 1 2  Suero Roca, 1981, pp. 149-150.
10. ↑  Suero Roca, 1981, pp. 150-154.
11. 1 2  Suero Roca, 1981, p. 160.
12. ↑  Thomas, 1976, p. 1018.
13. ↑  Suero Roca, 1981, pp. 147-149.
14. ↑  Suero Roca, 1981, p. 129.